# Chad Donella
Chad E. Donella (* 18. Mai 1978 in Toronto) ist ein kanadischer Schauspieler.

## Leben
Donella nahm am „Arts York Drama Program“ teil, in dem er in einigen Theaterstücken wie König Ödipus, Warten auf Godot und Die Gesammelten Werke von Billy the Kid mitspielte. Donella trat im Factory Theatre in seiner Heimatstadt Toronto und im Markham Theatre auf. Er spielte für eine Zeit Bass in der Band DAEVE. Der Schauspieler hatte Rollen in Filmen wie Final Destination, Tödliche Weihnachten und Dich kriegen wir auch noch!. Zusätzlich zu seinen Filmrollen hatte er auch Gastauftritte in Fernsehserien, z. B. in Akte X – Die unheimlichen Fälle des FBI, Smallville, CSI: Den Tätern auf der Spur, Navy CIS und Monk.

## Filmographie
- 1996: Heart of my Heart als Monk
- 1996: Tödliche Weihnachten als Teenager
- 1998: Dich kriegen wir auch noch! als U.V.
- 1998: Sucht nach Liebe als Will
- 1998: Emergency Room – Die Notaufnahme als Kevin Delaney (Staffel 5, Episode 6)
- 1998: Practice – Die Anwälte als Kevin Peete
- 1999: Akte X – Die unheimlichen Fälle des FBI als Robert „Rob“ Roberts (Staffel 7, Episode 3: „Hunger“)
- 2000: Final Destination als Tod Waggner
- 2000: Secret Agent Man als Jay
- 2000: Moon Palace als Tyler
- 2001: All Souls als Jordan Terrance Holland
- 2001: Smallville als Bug Boy
- 2002: Firefighters – Inferno in Oregon als Rob Torreck
- 2002: Providence als Kevins Freund
- 2002: 100 Women als Sam
- 2002: Taken als Jacob Clarke
- 2003: Polizeibericht Los Angeles als Eddie Polian
- 2003: A Wondrous Fate als Carter
- 2003: Monk als Ricky Babbage
- 2003: Shattered Glass als David Bach
- 2004: Cold Case – Kein Opfer ist je vergessen als Jeff Kern
- 2005: CSI: Den Tätern auf der Spur als Vincent Decarlo
- 2005: Hate Crime als Chris Boyd
- 2005: Navy CIS als John Briggs
- 2005: Without a Trace – Spurlos verschwunden als Brad Stone
- 2007: 9 Lives of Mara als Robin Jr.
- 2007: Ghost Whisperer – Stimmen aus dem Jenseits als Randy Cooper
- 2008: Dakota als Jack
- 2008: CSI: Miami (Staffel 6, Episode 16: „Der Spurenleger“) als Seth McAdams
- 2010: Saw 3D – Vollendung als Det. Matt Gibson
- 2013: Castle (Staffel 5, Episode 12: „Tödliche Girls“) als Troy Strickland
- 2014: 96 Hours – Taken 3 als Phillips
- 2015: Scandal (Staffel 4, Episode 10) als Gus
- 2016–2019: Blindspot (Fernsehserie, 15 Folgen) als Jake Keaton
- 2023: A Killer’s Memory als Jordan Moore